# Liste der Naturdenkmale in Sprendlingen
Die Liste der Naturdenkmale in Sprendlingen nennt die im Gemeindegebiet von Sprendlingen ausgewiesenen Naturdenkmale (Stand 1. Mai 2024).

## Naturdenkmale
| Nr.         | Bezeichnung | Lage               | Beschreibung        | Bild                                    |
| ----------- | ----------- | ------------------ | ------------------- | --------------------------------------- |
| ND-7339-021 | 45 Linden   | Bahnhofstraße Lage | Tilia sp., 45 Bäume | Direkt Bild zu diesem Denkmal hochladen |